# 吉姆·格伦德霍尔姆
吉姆·格伦德霍尔姆（英語：James Thomas Grandholm，1960年10月4日—），美国NBA联盟职业篮球运动员。他在1984年的NBA选秀中第4轮第76顺位被华盛顿子弹选中。